# ذئار الثمار
ذِئَار الثمار (Glomerella cingulata) نوع من الذئار وأحد أحد مسببات الأمراض الفطرية للنبات. يعد هذا العامل الممرض مشكلة كبيرة في جميع أنحاء العالم حيث يتسبب في الإصابة بأمراض سرطان الأشجار وتعفن الثمار على مئات من العوائل المهمة اقتصاديًا.

## أنظر أيضا
- الموسوعة في علوم الطبيعة.